# Josh Mulligan
Josh Mulligan (Dundee, 12 novembre 2002) è un calciatore scozzese, centrocampista del Dundee.

## Carriera

### Club
Mulligan è cresciuto nel settore giovanile del Dundee ed ha esordito in prima squadra il 18 maggio 2019 nell'incontro di Scottish Premiership perso 3-2 contro il St. Mirren. Nel gennaio del 2020 è stato ceduto in prestito fino al termine della stagione al Cove Rangers in quarta divisione.
Nell'ottobre del 2020 ha rinnovato il contratto ed è stato ceduto in prestito al Peterhead ma all'esordio con il nuovo club ha subito un infortunio alla caviglia che gli ha fatto terminare in anticipo la stagione. All'inizio della stagione successiva è andato nuovamente in prestito al Peterhead, con cui il 2 ottobre 2021 ha segnato il suo primo gol nel calcio professionistico, contro il Dumbarton.
Nel gennaio del 2022 è stato richiamato dal Dundee che lo ha confermato in prima squadra.

### Nazionale
Ha giocato nella nazionale scozzese Under-21.

## Statistiche

### Presenze e reti nei club
Statistiche aggiornate al 30 marzo 2024.
| Stagione        | Squadra         | Campionato      | Campionato | Campionato | Coppe nazionali | Coppe nazionali | Coppe nazionali | Coppe continentali | Coppe continentali | Coppe continentali | Altre coppe | Altre coppe | Altre coppe | Totale | Totale | Totale |
| Stagione        | Squadra         | Comp            | Pres       | Reti       | Comp            | Pres            | Reti            | Comp               | Pres               | Reti               | Comp        | Pres        | Reti        | Pres   | Reti   |        |
| --------------- | --------------- | --------------- | ---------- | ---------- | --------------- | --------------- | --------------- | ------------------ | ------------------ | ------------------ | ----------- | ----------- | ----------- | ------ | ------ | ------ |
| 2018-2019       | Dundee          | SP              | 1          | 0          | CS+CdL          | 0               | 0               |                    | -                  | -                  | CC          | 0           | 0           | 1      | 0      |        |
| 2019-gen. 2020  | Dundee          | SC              | 0          | 0          | CS+CdL          | 0+3             | 0               |                    | -                  | -                  | CC          | 0           | 0           | 3      | 0      |        |
| gen.-giu. 2020  | Cove Rangers    | 3D              | 8          | 0          | CS+CdL          | 0               | 0               |                    | -                  | -                  | CC          | 0           | 0           | 8      | 0      |        |
| ott. 2020       | Peterhead       | 2D              | 0          | 0          | CS+CdL          | 0+1             | 0               |                    | -                  | -                  | CC          | 0           | 0           | 1      | 0      |        |
| ott. 2020-2021  | Dundee          | SC              | 0          | 0          | CS+CdL          | 0               | 0               |                    | -                  | -                  | CC          | 0           | 0           | 0      | 0      |        |
| ago. 2021       | Dundee          | SP              | 0          | 0          | CS+CdL          | 0               | 0               |                    | -                  | -                  | CC          | 1           | 0           | 1      | 0      |        |
| 2021-gen. 2022  | Peterhead       | 2D              | 19         | 3          | CS+CdL          | 0+4             | 0               |                    | -                  | -                  | CC          | 0           | 0           | 23     | 3      |        |
| gen.-giu. 2022  | Dundee          | SP              | 11         | 2          | CS+CdL          | 2+0             | 1+0             |                    | -                  | -                  | CC          | 0           | 0           | 13     | 3      |        |
| 2022-2023       | Dundee          | SC              | 31         | 2          | CS+CdL          | 2+6             | 0               |                    | -                  | -                  | CC          | 3           | 0           | 42     | 2      |        |
| 2023-2024       | Dundee          | SP              | 18         | 1          | CS+CdL          | 1+4             | 0               |                    | -                  | -                  | CC          | 0           | 0           | 23     | 1      |        |
| Totale carriera | Totale carriera | Totale carriera | 88         | 8          |                 | 23              | 1               |                    | -                  | -                  |             | 4           | 0           | 115    | 9      |        |

## Palmarès

### Club

#### Competizioni nazionali
- Scottish Championship: 1

Dundee: 2022-2023